# Krupp

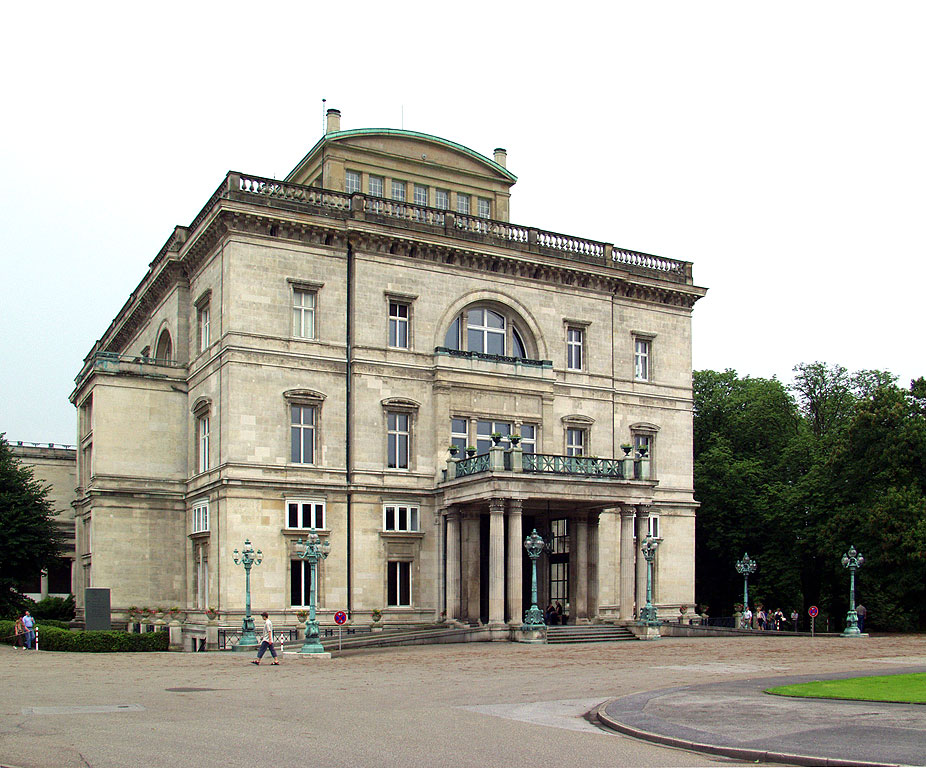
Domicliul familiei Krupp - Villa Hügel din orașul Essen

Krupp este numele unei familii de industriași germani care au constituit în Europa în secolele al XIX-lea și al XX-lea aproape o dinastie adevărată, reprezentată prin concernul Friedrich Krupp AG, întemeiat la începutul sec. al XX-lea și existent sub acest nume până în 1992. După fuzionarea din 1999 cu compania Thyssen a luat naștere concernul ThyssenKrupp AG.